# ターフ・スポート
有限会社ターフ・スポート（Turf Sport Co. Ltd.）は、日本中央競馬会に馬主登録をしているクラブ法人である。愛馬会法人「株式会社ターファイトクラブ」より匿名組合契約に基づく競走馬の現物出資を受けて、中央競馬などの競走に出走させている。
勝負服の柄は黒、桃格子、桃袖、冠名は現在は特に用いないが、1970年代には末尾に「ターフ」「スポート」の冠名をつけていた。かつては社台グループとの結びつきが強く社台生産の競走馬が多く所属していたほか、同じく大牧場であった西山牧場の生産馬も見られたが、現在は中小の牧場生産馬が多い。

## 主な所有馬
- グローブターフ - 1969年愛知杯
- バローネターフ - 1977年・1979年中山大障害(春)、1977年～1979年中山大障害(秋)
- フェアスポート - 1975年京成杯3歳ステークス
- ベロナスポート - 1976年牝馬東京タイムズ杯、1978年関屋記念
- セーヌスポート - 1976年京成杯3歳ステークス、1977年牝馬東京タイムズ杯
- モデルスポート - 1978年牝馬東京タイムズ杯、ダービー卿チャレンジトロフィー
- ドルサスポート - 1987年ダイヤモンドステークス
- ゲイルスポート
- ペルースポート
- アッミラーレ - 種牡馬
- ローマンエンパイア - 2002年京成杯
- メイプルロード - 2002年小倉2歳ステークス
- ビーナスライン - 2006年函館スプリントステークス
- サウンドオブハート - 2013年阪神牝馬ステークス
- ファンディーナ - 2017年フラワーカップ
- インカンテーション - 2013年レパードステークス、2014年みやこステークス、2015年平安ステークス、2017年マーチステークス、武蔵野ステークス、白山大賞典[1]
- ファントムシーフ - 2023年共同通信杯[2]
- ディスペランツァ - 2024年アーリントンカップ

## ターファイトクラブ（愛馬会法人）
代表者は中島雅春。